# Прапор Чорноморського району
Прапор Чорноморського району затверджений 21 лютого 2013 року рішенням Чорноморської районної ради.

## Опис
Прямокутне полотнище із співвідношенням ширини до довжини 2:3, яке складається з трьох вертикальних смуг — червоної, синьої і червоної (співвідношення їх ширин рівне 1:4:1), розділених між собою золотим меандром завширшки в 1/20 ширини прапора. У центрі синьої смуги малий герб району.

## Значення символіки
Проект прапора побудований на основі елементів герба Чорноморського району і несе його символіку.